# Furona egens
Furona egens är en skalbaggsart som först beskrevs av Wilhelm Ferdinand Erichson 1847.  Furona egens ingår i släktet Furona och familjen långhorningar. Inga underarter finns listade i Catalogue of Life.